# Fiat Trattori 550
Le Fiat Trattori 550 est un modèle de tracteur agricole construit par la firme Fiat Trattori.
Comptant parmi les premiers modèles de la série Nastro d'Oro, le Fiat 550 est produit de 1968 à 1978.

## Historique
La série Nastro d'Oro (Ruban d'Or) est annoncée par Fiat en 1967 à l'occasion du cinquantenaire de la marque dans le domaine agricole mais ses premiers modèles sortent d'usine en janvier 1968.
La gamme de base se compose de quatre modèles sur chenilles et quatre modèles sur pneus, la puissance de ces derniers allant de 40  à   62 ch. Le 550 occupe la troisième place de cette gamme sur pneus avec une puissance de 54 ch. Il est construit de 1968 à 1978 dans l'usine italienne de Modène.

## Caractéristiques
Le tracteur Fiat Someca 550 est équipé d'un moteur diesel Fiat à 4 cylindres (alésage 95 mm et course 110 mm) en ligne d'une cylindrée de 3 210 cm3 développant une puissance de 54 ch DIN à 2 400 tr/min.
La boîte de vitesses propose de série quatre rapports avant et un rapport arrière, avec deux gammes. Une troisième gamme de vitesse « rampantes » (très lentes) est disponible en option.
Si la prise de force arrière (540 tr/min) est un équipement de série, le relevage d'une puissance de 1 450 kg et un distributeur hydraulique pour la commande d'un vérin sont des options.
La masse à vide en ordre de marche s'établit à 2 060 kg pour le modèle à deux roues motrices sans options.
Le tracteur est disponible en quatre versions : standard, étroit (largeur de 1,35 m), grand dégagement (garde au sol de 0,89 m, le double du tracteur standard) et quatre roues motrices. Ce dernier modèle est dans un premier temps dénommé en France Fiat 550 TD avant que l'appellation italienne Fiat 550 DT ne soit étendue à tous les modèles commercialisés. Le livrée subit elle aussi quelques modifications : orange (y compris les voiles de roues) avec des parties mécaniques bleu sombre avant 1975, elle reste orange mais la mécanique devient marron foncé et les roues blanches après cette date.
La conduite de ce tracteur se révèle fatigante, surtout pour le modèle à quatre roues motrices si la direction n'est pas assistée, ce qui reste une option.